# Fyllosilicaat
Een fyllosilicaat of bladsilicaat, van het Oudgriekse φύλλον phúllon, blad, is een silicaat waarbij de silica, die de vorm van een regelmatig viervlak hebben, in een structuur zijn gerangschikt van vlakken of platen. Tussen twee vlakken met viervlakken, die door silica zijn gevormd, heerst een zwakke binding tussen de vrije zuurstofatomen. Door deze structuur splijten fyllosilicaten gemakkelijk. Voorbeelden van fyllosilicaten zijn mica's als muscoviet, biotiet, vermiculiet, chloriet en kleimineralen.
Bladsplijters en fyllosilicaten  zijn eigenlijk hetzelfde.

## Afbeeldingen

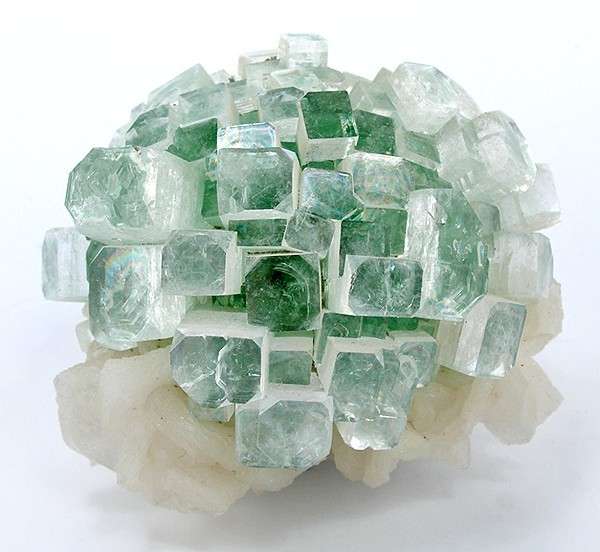
apofylliet
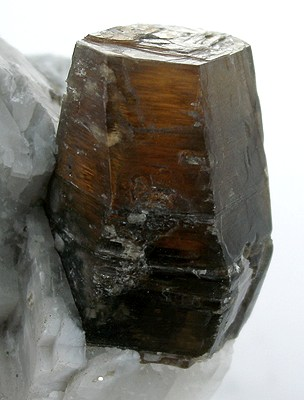
flogopiet
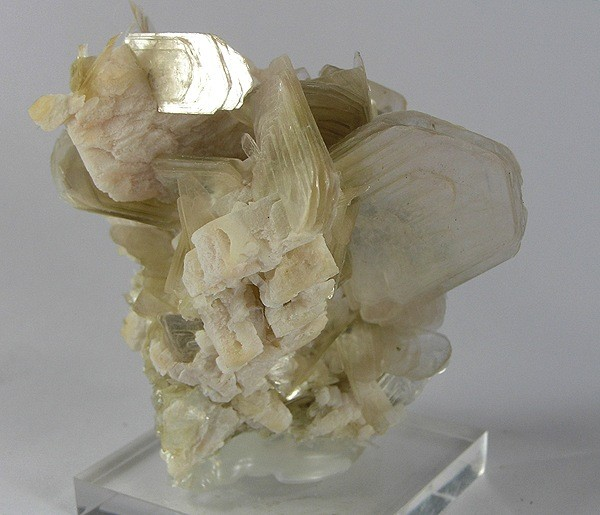
muscoviet
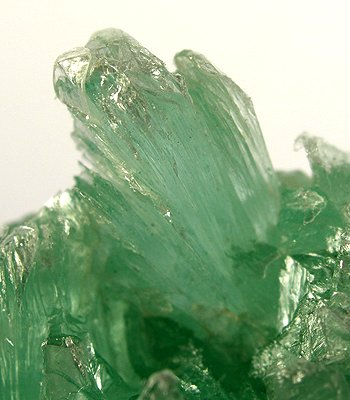
talk

Nesosilicaat · Inosilicaat · Sorosilicaat · Cyclosilicaat · Tectosilicaat · Fyllosilicaat